# Abantis arctomarginata
Abantis arctomarginata là một loài bướm ngày thuộc họ Bướm nhảy. Loài này được tìm thấy ở Tanzania (từ miền trung nam của đất nước đến Iringa) và Malawi.
Ấu trùng của loài này ăn Uapaca kirkiana.